# 1回表のウラ
『1回表のウラ』（いっかいおもてのウラ）は、テレビ西日本制作で2023年3月に同局で放送された連続テレビドラマ。

## 概要
当初南海ホークスとして創設された福岡ソフトバンクホークスとしての球団創設85周年と福岡ドーム（現・福岡PayPayドーム）開業30周年、並びにテレビ西日本開局65周年をそれぞれ記念して制作された。
ホークスの公式動画チャンネル「ホークスTV」でも配信された。
キャストはほとんどがホークスの地元福岡県出身者で占められ、ホークスの藤本博史監督（当時）や選手達が本人役で登場する。
本番組の直前に放送したホークス主催試合のオープン戦中継でも出演者をゲストに呼ぶなどのタイアップ企画が毎回組まれた。
対広島東洋カープ戦において、ビジター地元局のテレビ新広島では、中継内容がホークス応援と本番組の宣伝色が強いこと対する広島県内の視聴者への配慮と、出演者および技術面を担当しているTSSプロダクションの要員確保などの都合などから、3月4日は局間ネット・別制作のいずれの形式でも放送を見送り、広島県に系列局が所在しないテレビ東京系列の番販バラエティ番組で代替した。一方3月25日の同カードはテレビ新広島でも放送するが、本番組を放送しないにもかかわらず実況・解説の独自差し替えを行わず局間ネットとした。16:00以降は本番組の単発ネットとせず、『所さんの学校では教えてくれないそこんトコロ』（テレビ東京。2022年11月25日放送分）と『西村キャンプ場』（テレビ新広島の自社制作）を放送した。テレビ新広島では本番組や開幕戦中継など、テレビ西日本の番組の宣伝テロップや出演者による告知もそのまま流れたため、その都度「TSSでの放送はありません」とテロップを挿入する対応を取った。

## あらすじ
元プロ野球選手でホークスの球団職員の関口は2023年のホークス開幕戦セレモニーを任されることになったが、そんな彼に次々と難題が降りかかる。

## キャスト
- 関口：福山翔大
- 清美：吉本実憂
- 豊永阿紀（HKT48）
- 智順
- 原口あきまさ
- デビット伊東
- ベテラン花火師：カンニング竹山
- 幸太郎（関口の父）：石橋凌
- 藤本博史（福岡ソフトバンクホークス監督）
- 柳田悠岐（福岡ソフトバンクホークス選手）
- 今宮健太（福岡ソフトバンクホークス選手）
- 牧原大成（福岡ソフトバンクホークス選手）

## 放送時間
- 2023年3月4日から3月25日・毎週土曜日17時から17時30分まで。全4回。